# Haarfollikelmijt
De haarfollikelmijt (Demodex folliculorum) is een mijt die bij mensen in haarzakjes en talgklieren kan worden aangetroffen, vooral in het gezicht (wenkbrauwen en rond de neus). Besmetting met de haarfollikelmijt heet demodicose en geeft over het algemeen geen klachten. De mijt wandelt 's nachts weleens over het gelaat.
De volwassen mijt heeft 4 paar korte pootjes en is 0,1 tot 0,4 mm lang. Hij kan worden aangetroffen door wat talgkliertjes uit te knijpen en het resulterende talg af te schrapen en in een druppeltje olie onder een dekglaasje onder een microscoop te bekijken. Een verwante soort is Demodex brevis, die wat korter is (ca. 0,2 mm) en vooral in de haarfollikels van de oogwimpers leeft. 
Honden kunnen aan een vergelijkbare aandoening lijden, veroorzaakt door Demodex canis